# Synagoge (Frauenkirchen)

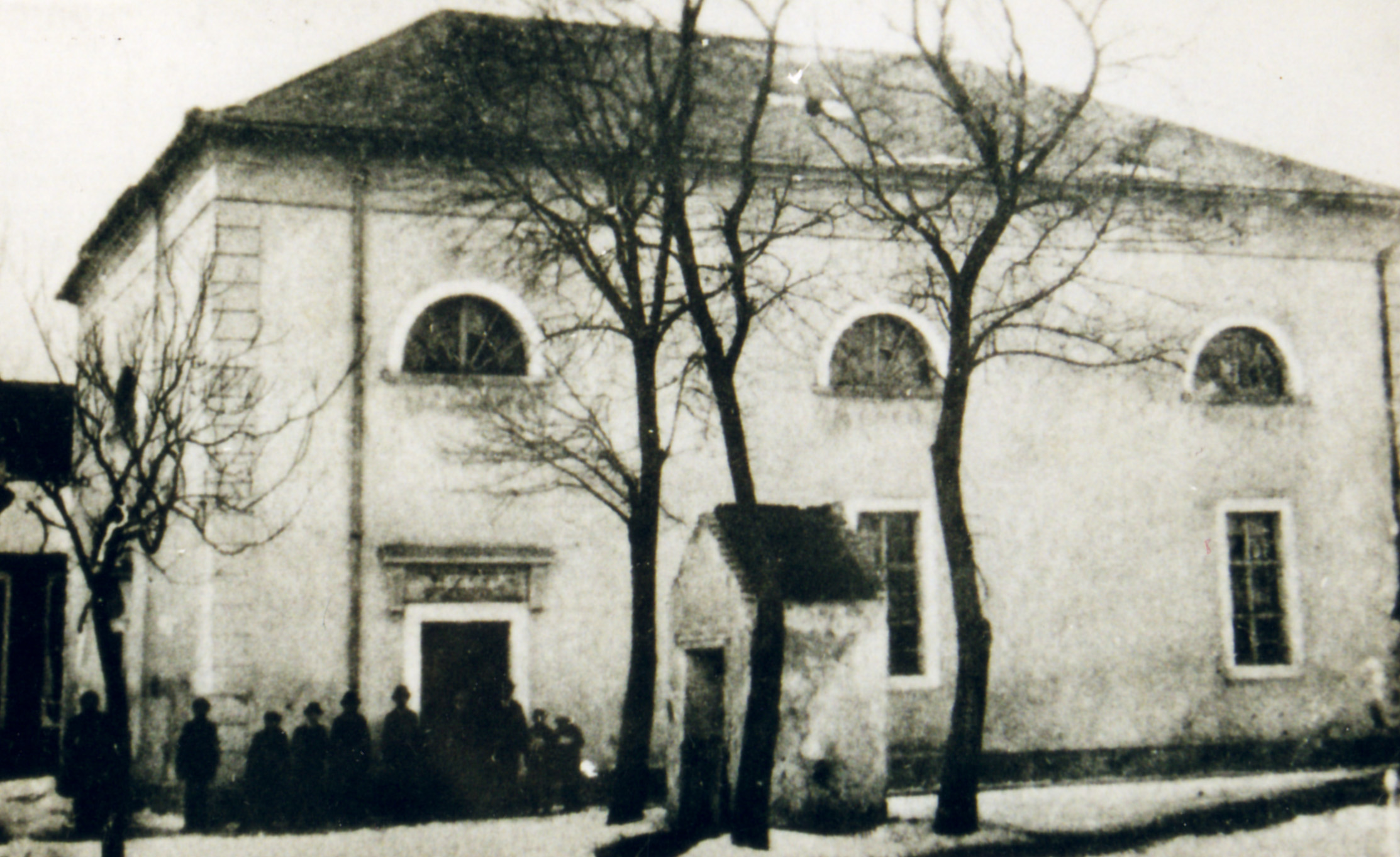
Die Synagoge von Frauenkirchen um 1930

Die Synagoge in Frauenkirchen, einer Stadt im österreichischen Burgenland, wurde 1883 gebaut und 1939 abgerissen.

## Geschichte
Juden lebten bereits seit dem 17. Jahrhundert in Frauenkirchen. Eine erste Synagoge wurde circa 1740 erbaut; diese fiel 1778 einem Brand zum Opfer. Der Nachfolgebau wurde 1880 ebenfalls durch ein Feuer zerstört. Die danach erbaute Synagoge im Biedermeierstil wurde 1883 eingeweiht.
Nach dem Anschluss Österreichs wurden die Juden (hauptsächlich nach Ungarn) vertrieben; die Gemeinde Frauenkirchen ließ die Synagoge zu Beginn des Jahres 1939 abreißen. Die Baumaterialien wurden anderweitig verwendet.
Ab 2013 wurde am Ort der Synagoge eine Erinnerungsstätte angelegt. Dort wurden 2014 auch Überreste einer Vorgängersynagoge gefunden, die in die Ausstellung integriert wurden.

## Architektur
Das rechteckige Gebäude (19 × 13 m) war mit einem Walmdach bedeckt. Der zentrale Eingang zum Vestibül und von dort in den Männergebetsraum war im Westen; an der Südwestecke war ein zweiter Eingang, der zur Wendeltreppe auf die Frauenempore führte. Die Fenster waren in zwei Ebenen angebracht. Unten waren lediglich auf der Südseite zwei rechteckige Fenster. Darüber waren im Süden drei, im Norden zwei und im Westen und Osten je ein halbrundes Fenster.
Entlang den Wänden (außer der Ostseite) war die Frauenempore angebracht; sie wurde von (vermutlich) hölzernen Pfeilern gestützt.
Von der Bima (sie stand nahezu in der Raummitte) und dem Toraschrein an der Ostwand sind keine Einzelheiten mehr bekannt.